# Castle Rock (Fernsehserie)
Castle Rock ist eine US-amerikanische Mystery-Horror-Fernsehserie von Sam Shaw und Dustin Thomason, die auf Werken und Charakteren von Stephen King basiert und zwei 10-teilige Staffeln umfasst. Die Serie spielt in der fiktiven Stadt Castle Rock, Maine.
Die erste Staffel lief ab dem 25. Juli 2018 wöchentlich auf der Video-on-Demand-Plattform Hulu. Die deutschsprachige Erstausstrahlung fand zwischen dem 25. Januar und dem 15. Februar 2019 auf Starzplay statt. Die zweite Staffel feierte ihre Premiere auf Hulu am 23. Oktober 2019. Im November 2020 wurde die Serie nach zwei Staffeln abgesetzt.

## Konzept
In Castle Rock sind zahlreiche Figuren, Geschehnisse und Orte aus dem sogenannten Castle-Rock-Multiversum enthalten, dennoch erzählt jede Staffel eine neue eigenständige und bisher unveröffentlichte Geschichte von Stephen King, der auch als Berater bei den Drehbüchern mit fungierte. Bei Castle Rock handelt es sich um eine fiktive Stadt in Maine, in der Nähe von der (ebenso fiktiven) Stadt Derry, in der ebenfalls viele von Kings Geschichten angesiedelt sind.

## Handlung

### Staffel 1
Die in der ersten Staffel erzählte Geschichte dreht sich um Henry Deaver, der 1991 als Junge einmal elf Tage lang im tiefsten Winter verschwunden war und plötzlich mitten auf dem zugefrorenen Castle Lake wieder auftauchte, zwar unverletzt, aber ohne jedwede Erinnerung daran, was mit ihm geschehen ist. Daher kann er auch nicht erklären, warum sein Adoptivvater, Pastor Deaver, mit gebrochenem Rücken von den Suchkräften gefunden wurde und nur wenig später starb. Inzwischen ist Henry ein in Texas tätiger Strafverteidiger, der durch einen mysteriösen Hilferuf aus dem Shawshank-Gefängnis zurück in seine Heimatstadt gelockt wird. Im Keller der Anstalt hat man in einer Art Bärenkäfig innerhalb eines Abwassertanks einen namenlosen jungen Mann gefunden, der kein Wort spricht – außer Henrys Namen. In Castle Rock trifft Henry auf seine frühere Nachbarin Molly Strand (Melanie Lynskey), seine inzwischen an Alzheimer erkrankte Mutter Ruth (Sissy Spacek) und ihren neuen Lebensgefährten Alan Pangborn (Scott Glenn), der als ehemaliger Sheriff des Ortes seinerzeit Henry gefunden und gerettet hat. Sie alle scheinen irgendwie in das Geheimnis um den mysteriösen Gefangenen verwickelt, in dem manche den Teufel sehen.

### Staffel 2
Auf der Flucht strandet die diebische Krankenschwester Annie Wilkes mit ihrer Tochter Joy nach einem Autounfall in der Nähe von Castle Rock und sieht sich gezwungen, fürs Erste ein Zimmer in der von John "Ace" Merrill betriebenen Stargazer Lodge zu nehmen. Dem Inhaber bereitet gerade akuter Mieterschwund großes Kopfzerbrechen. Nachdem Annie vorübergehend eine Anstellung im Krankenhaus von Jerusalem`s Lot gefunden hat, macht sie sich auf die Suche nach besonders starken Medikamenten, um ihre Halluzinationen im Zaum zu halten.

## Episodenliste

### Staffel 1
| Nr. (ges.) | Nr. (St.) | Deutscher Titel  | Originaltitel | Erstveröffentlichung USA | Deutschsprachige Erstausstrahlung (D) | Regie               | Drehbuch                        |
| ---------- | --------- | ---------------- | ------------- | ------------------------ | ------------------------------------- | ------------------- | ------------------------------- |
| 1          | 1         | Trennung         | Severance     | 25. Juli 2018            | 25. Jan. 2019                         | Michael Uppendahl   | Sam Shaw & Dustin Thomason      |
| 2          | 2         | Habeas Corpus    | Habeas Corpus | 25. Juli 2018            | 1. Feb. 2019                          | Michael Uppendahl   | Sam Shaw & Dustin Thomason      |
| 3          | 3         | Lokale Farben    | Local Color   | 25. Juli 2018            | 8. Feb. 2019                          | Daniel Attias       | Gina Welch                      |
| 4          | 4         | Die Kiste        | The Box       | 1. Aug. 2018             | 15. Feb. 2019                         | Michael Uppendahl   | Scott Brown                     |
| 5          | 5         | Ernte            | Harvest       | 8. Aug. 2018             | 15. Feb. 2019                         | Andrew Bernstein    | Lila Byock                      |
| 6          | 6         | Filter           | Filter        | 15. Aug. 2018            | 15. Feb. 2019                         | Kevin Hooks         | Vinnie Wilhelm & Marc Bernardin |
| 7          | 7         | Die Königin      | The Queen     | 22. Aug. 2018            | 15. Feb. 2019                         | Greg Yaitanes       | Sam Shaw                        |
| 8          | 8         | Vorvergangenheit | Past Perfect  | 29. Aug. 2018            | 15. Feb. 2019                         | Ana Lily Amirpour   | Mark Lafferty                   |
| 9          | 9         | Henry Deaver     | Henry Deaver  | 5. Sept. 2018            | 15. Feb. 2019                         | Julie Anne Robinson | Vinnie Wilhelm & Scott Brown    |
| 10         | 10        | Römer            | Romans        | 12. Sept. 2018           | 15. Feb. 2019                         | Nicole Kassell      | Dustin Thomason & Mark Lafferty |

### Staffel 2
| Nr. (ges.) | Nr. (St.) | Deutscher Titel           | Originaltitel      | Erstveröffentlichung USA | Deutschsprachige Erstausstrahlung (D) | Regie                  | Drehbuch                             |
| ---------- | --------- | ------------------------- | ------------------ | ------------------------ | ------------------------------------- | ---------------------- | ------------------------------------ |
| 11         | 1         | Möge der Fluss fließen    | Let The River Run  | 23. Okt. 2019            | 13. Feb. 2020                         | Greg Yaitanes          | Dustin Thomason                      |
| 12         | 2         | Neu-Jerusalem             | New Jerusalem      | 23. Okt. 2019            | 13. Feb. 2020                         | Phil Abraham           | K’naan Warsame                       |
| 13         | 3         | Ewige Bande               | Ties That Bind     | 23. Okt. 2019            | 13. Feb. 2020                         | Anne Sewitsky          | Scott Brown & Obehi Janice           |
| 14         | 4         | Hoffnung                  | Restore Hope       | 30. Okt. 2019            | 13. Feb. 2020                         | Phil Abraham           | Guy Busick & R. Christopher Murphy   |
| 15         | 5         | Ein Ort zum Lachen        | The Laughing Place | 6. Nov. 2019             | 13. Feb. 2020                         | Anne Sewitsky          | Vince Calandra & Daria Polatin       |
| 16         | 6         | Mutter                    | The Mother         | 13. Nov. 2019            | 13. Feb. 2020                         | Mark Tonderai-Hodges   | Daria Polatin & Vince Calandra       |
| 17         | 7         | Das Wort                  | The Word           | 20. Nov. 2019            | 13. Feb. 2020                         | Greg Yaitanes          | Sam Shaw                             |
| 18         | 8         | Dreck                     | Dirty              | 27. Nov. 2019            | 13. Feb. 2020                         | Craig William Macneill | Michael Olsen & K. Corrine Van Vliet |
| 19         | 9         | Gewährleistungsausschluss | Caveat Emptor      | 4. Dez. 2019             | 13. Feb. 2020                         | Greg Yaitanes          | Scott Brown                          |
| 20         | 10        | Sauber                    | Clean              | 11. Dez. 2019            | 13. Feb. 2020                         | Lisa Brühlmann         | Dustin Thomason & Michael Olsen      |

## Produktion
Im Februar 2017 wurde bekannt, dass J. J. Abrams zusammen mit Hulu eine Serie mit dem Titel Castle Rock produzieren wird. Die Serie soll auf die Geschichten und Werken von Stephen King beruhen. Die Hauptrolle von Molly Strand wurde von Melanie Lynskey übernommen. Die Musik für die ersten beiden Folgen der Serie wurde von Thomas Newman komponiert. Für die weiteren acht Episoden übernahm Chris Westlake diese Arbeit. Im Juli 2018 veröffentlichte WaterTower den Main Theme und die Schlussmusik. Anfang Oktober 2017 wurde im Rahmen der New York Comic Con ein erster Trailer zu der Serie veröffentlicht, Anfang Februar 2018 folgte ein zweiter, im Juli 2018 ein erster Langtrailer. Seit 25. Juli 2018 wird die Serie bei Hulu gestreamt. Vorab sollte die Serie im Rahmen der San Diego Comic-Con ihre Premiere feiern. Beim Sitges Film Festival im Oktober 2018 wurde die erste Folge gezeigt.

## Bezug zu anderen Werken von Stephen King
In Castle Rock finden verschiedene Figuren aus Stephen Kings erzählerischen Universum zusammen. So wird das Gefängnis Shawshank gezeigt, dasselbe Gefängnis aus dem Oscar-nominierten Film Die Verurteilten, wo es  ein zentraler Handlungsort war. Das Gefängnis spielt eine wichtige Rolle in „Castle Rock“. Sheriff Alan Pangborn, in Castle Rock verkörpert von Scott Glenn in älteren und von Jeffrey Pierce in jüngeren Jahren, tauchte als Filmcharakter bereits 1993 in Stephen Kings Stark, verkörpert von Michael Rooker, sowie in dem Filmdrama Needful Things – In einer kleinen Stadt auf, damals gespielt von Ed Harris. Jackie Torrance, gespielt von Jane Levy, ist die Nichte von Jack Torrance (gespielt von Jack Nicholson) im Film Shining. Neben fiktionalen gibt es auch reale Verbindungen: Sissy Spacek war zum Beispiel Hauptdarstellerin in der weltweit ersten King-Verfilmung Carrie – Des Satans jüngste Tochter (1976) nach Kings Roman Carrie. Bill Skarsgard wiederum spielte den Clown Pennywise in der Leinwandadaption Es (2017). Krankenschwester Annie Wilkes, gespielt von Lizzy Caplan, wurde in der Romanverfilmung Misery von Kathy Bates gespielt. 

## Besetzung und Synchronisation
Die Serie wird in Berlin durch die SDI Media Germany GmbH synchronisiert. Das Dialogbuch schreibt Horst Müller, während Dennis Mohme die Dialogregie führt.

### Staffel 1
| Schauspieler    | Rolle | Hauptrolle (Folgen)         | Synchronsprecher   |
| --------------- | --- | --------------------------- | ------------------ |
| Melanie Lynskey | Molly Strand, eine glücklose Immobilienmaklerin und ehemalige Nachbarin der Deavers, die Henry als junges Mädchen gestalkt hat und behauptet, alles spüren zu können, was auch er spürt                                                                        | 1.01–1.10                   | Cathlen Gawlich    |
| André Holland   | Henry Deaver, ein auf Fälle mit Todesstrafe spezialisierter Anwalt, der nach Jahrzehnten in seine Heimatstadt Castle Rock zurückkehrt. 1991 war er als Junge elf Tage verschwunden und plötzlich ohne Erinnerung daran, wo er gewesen ist, wieder aufgetaucht. | 1.01–1.10                   | Tim Knauer         |
| Jane Levy       | Jackie Torrance, angehende Autorin und von der düsteren Stadtgeschichte faszinierte junge Frau; Nichte von Jack Torrance (Shining) | 1.01–1.10                   | Olivia Büschken    |
| Sissy Spacek    | Ruth Deaver, Henrys Adoptivmutter, die inzwischen mit dem ehemaligen Sheriff Alan Pangborn zusammenlebt | 1.01–1.10                   | Susanna Bonaséwicz |
| Bill Skarsgård  | ein namenloser Gefangener, dessen Existenz erst nach dem Selbstmord des Shawshank-Gefängnisdirektors Dale Lacy bekannt wird | 1.01–1.10                   | Patrick Baehr      |
| Scott Glenn     | Alan Pangborn, inzwischen pensionierter Sheriff, der den jungen Henry seinerzeit mitten auf dem zugefrorenen Castle Lake gefunden hat | 1.01–1.03, 1.05–1.10        | Kaspar Eichel      |
| Terry O’Quinn   | Dale Lacy, Gefängnis-Direktor von Shawshank, der am Tag seiner Pensionierung Selbstmord begeht und ein dunkles Geheimnis hinterlässt | 1.01–1.02, 1.05, 1.10       | Lothar Hinze       |
| Noel Fisher     | Gefängniswärter Dennis Zalewski, der den Jungen findet, heimlich Henry Deaver verständigt und über das Rätsel seinen Verstand zu verlieren droht | 1.01–1.05, 1.09             | Nico Sablik        |
| Adam Rothenberg | Castle Rocks Pastor und Henrys Adoptivvater – in Castle Rock munkelt man, Henry sei für seinen Tod 1991 verantwortlich. | 1.02–1.10                   |                    |
| Ann Cusack      | Lacys Nachfolgerin als Gefängnis-Direktorin von Shawshank | 1.01–1.03, 1.05, 1.10       | Heike Schroetter   |
| Jeffrey Pierce  | Pierce verkörpert Sheriff Pangborn in jungen Jahren, der Henrys Mutter rät, ihren Mann zu verlassen, und der den vermissten Henry 1991 wieder nach Hause bringt.                                                                                               | 1.01, 1.05, 1.07, 1.09–1.10 | Sebastian Jacob    |
| Caleel Harris   | Harris spielt Henry Deaver als Jungen. | 1.01–1.10                   | Finn Posthumus     |
| Schuyler Fisk   | Die Tochter von Sissy Spacek spielt die junge Version von Ruth Deaver. | 1.01, 1.07                  | Manja Doering      |
| Josh Cooke      | Josh Cooke verkörpert Reeves, der stellvertretende Gefängnisdirektor von Shawshank. | 1.01, 1.02, 1.04            |                    |

### Staffel 2
| Schauspieler   | Rolle | Hauptrolle (Folgen) | Synchronsprecher     |
| -------------- | --- | ------------------- | -------------------- |
| Lizzy Caplan   | Annie Wilkes, eine psychisch kranke Krankenschwester, die in Castle Rock festsitzt.                                       | 2.01–2.10           | Maria Koschny        |
| Paul Sparks    | John "Ace" Merrill, Reginald`s Neffe, der das Familienunternehmen übernehmen soll.                                        | 2.01–2.10           |                      |
| Barkhad Abdi   | Abdi Howlwadaag, Nadia`s älterer Bruder, der die somalischen Beziehungen in ihrer Gemeinde stärken möchte.                | 2.01–2.10           | Karim Chamlali       |
| Yusra Warsama  | Dr. Nadia Howlwadaag, eine somalische Ärztin, die als medizinische Direktorin im Krankenhaus in Jerusalem`s Lot arbeitet. | 2.01–2.10           |                      |
| Elsie Fisher   | Joy Wilkes, Annie`s Tochter                                                                                               | 2.01–2.10           | Zalina Sanchez Decke |
| Matthew Alan   | Chris Merrill, John`s Bruder, der in die Fehde zwischen den Merrills und der somalischen Gemeinschaft verwickelt ist.     | 2.01–2.10           |                      |
| Tim Robbins    | Reginald "Pop" Merrill, das sterbende Oberhaupt der Merrill-Verbrecherfamilie.                                            | 2.01–2.10           | Tobias Meister       |
| Bill Skarsgård | namenloser Gefangener, der bereits in der ersten Staffel aufgetreten ist.                                                 | 2.07, 2.10          | Patrick Baehr        |

## Rezeption

### Kritiken
Die erste Staffel von Castle Rock stieß bislang auf die Zustimmung von 87 Prozent der Kritiker bei Rotten Tomatoes.
Matthew Gilbert (Boston Globe) meint, Castle Rock sei ein gigantischer Korb voller Easter Eggs für die Fans von Stephen King, aber auch für alle anderen sei es eine anständige Serie mit übernatürlichen Geheimnissen, die darauf warteten, entschlüsselt zu werden.
Hannes Stein zeigt sich in der Welt begeistert, insbesondere von der Subtilität des Grauens: „Dass die Macher dieser Fernsehserie dem Zuschauer mit dem Horror nichts ins Gesicht springen, sondern dem Schrecken Zeit geben, sich zu entfalten, ist kein Makel: Es macht die Geschichte, weil sie so subtil erzählt wird, eher noch unheimlicher.“
Matthias Hannemann schrieb über die erste Staffel auf faz.net, die Erzählung reiße einen von der ersten Sekunde an mit.

### Auszeichnungen
Primetime-Emmy-Verleihung 2019
- Nominierung für die Beste Titelmelodie (Thomas Newman)[18]

Saturn-Award-Verleihung 2019
- Nominierung als Best Streaming Horror and Thriller Series
- Nominierung als Best Actress in a Streaming Presentation (Sissy Spacek)

Hollywood Music in Media Awards 2018
- Nominierung in der Kategorie Original Score: TV Show/Limited Series (Thomas Newman und Chris Westlake)[19]

Writers Guild of America Awards 2019
- Auszeichnung in der Kategorie Long Form Original[20]